# Wasyl II Ślepy

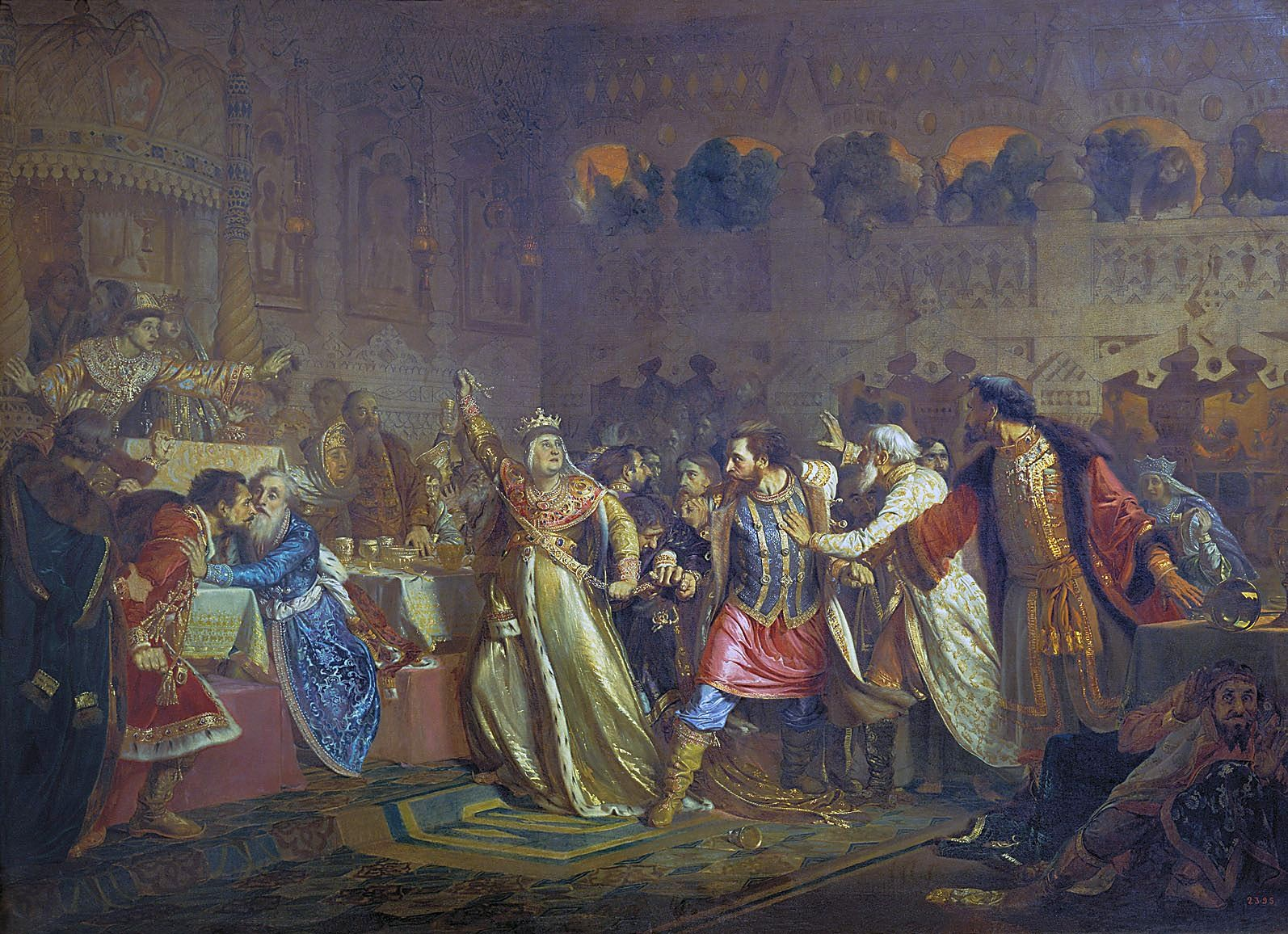
Zofia Witoldówna na ślubie Wasyla II Ślepego w 1433 zrywa z Wasyla Kosookiego pas należący niegdyś do Dymitra Dońskiego

Wasyl II Ślepy, ros. Василий II Васильевич Тёмный, Wasilij II Wasilijewicz Tiomnyj (ur. 10 marca 1415 w Moskwie, zm. 27 marca 1462 tamże) – wielki książę moskiewski w latach 1425–1462 (z kilkoma przerwami) z dynastii Rurykowiczów.
Wnuk Dymitra Dońskiego, syn Wasyla I i Zofii Witoldówny, córki wielkiego księcia Litwy Witolda. Ojciec Iwana III Srogiego.
Przydomek Тёмный (Ślepy) był tłumaczony czasem również jako Ociemniały, Ciemny.

## Rządy
Od 1425, kiedy zmarł jego ojciec, musiał toczyć walki o tron moskiewski, najpierw ze stryjem Jerzym Dymitrowiczem, a po jego śmierci w 1434 z jego synami: Wasylem Kosookim i Dymitrem Szemiaką. W roku 1432 poproszony o rozstrzygnięcie sporu chan Złotej Ordy Uług Mehmed (zm. 1446) przyznał tytuł wielkiego księcia Wasylowi Ślepemu, ale pomimo to ten cztery razy tracił Moskwę: w latach 1433 i 1434 na rzecz Jerzego, ponownie w 1434 na rzecz Wasyla Kosookiego, a w 1446 na rzecz Dymitra Szemiaki. Wówczas, 16 lutego 1446 został oślepiony przez spiskowców. Tron moskiewski odzyskał po roku, lecz walki o niego trwały aż do śmierci ostatniego z wrogich mu kuzynów – Dymitra Szemiaki, tj. do 1453 (Wasyl Kosooki zmarł w 1448). Wojna domowa wyniszczyła państwo, ale poprzez konfiskatę majątków przeciwników także je scentralizowała. 31 sierpnia 1449 Wasyl II Ślepy zawarł z królem Polski i wielkim księciem Litwy Kazimierzem IV Jagiellończykiem traktat pokojowy (Вечный мир), który ustanawiał granicę sfer wpływów Litwy i Moskwy w Europie Wschodniej.
8 lutego 1433 w Moskwie poślubił Marię, córkę księcia małojarosławskiego Dymitra z dynastii Rurykowiczów, z którą doczekał się ośmiorga dzieci. Po jego śmierci w 1462 władzę przejął jego syn Iwan III Srogi.